# Volkan Şen
Volkan Şen (Bursa, 7 de julho de 1987) é um futebolista profissional turco que atua como meia, atualmente defende o konyaspor.

## Carreira
Volkan Şen fez parte do elenco da Seleção Turca de Futebol da Eurocopa de 2016.